# Adam Åhman
Adam Gustav Åhman, född 31 juli 1999 i Västervik, Småland,  är en svensk professionell ishockeymålvakt som spelar för Växjö Lakers i Svenska Hockeyligan (SHL).
Åhman blev aldrig draftad av någon NHL-organisation, även om både Future Considerations och NHL Central Scouting hade med honom på sina listor för spelare som skulle gå i draften.

## Klubblagskarriär

### Västerviks IK
Åhamns moderklubb är Västerviks IK, där han började spela hockey i tidig ålder. Adam Åhman är son till den före detta ishockeymålvakten Niclas Åhman, som även han representerade Västerviks IK A-lag i ett flertal matcher. Åhman valde att gå i sin pappas fotspår genom att ställa sig mellan stolparna och bli målvakt. Åhman var endast 14 år gammal när han för allra första gången fick vara med och bära moderklubbens A-lagströja i landet tredje högsta division (Hockeyettan). 

### HV71
Inför säsongen 2015/16 flyttade Åhman till Jönköping för spel med HV71:s juniorer. Han gjorde det så pass bra så att säsongen 2016/17 fick han den bästa räddningsprocenten i hela J20 Superelit (2.05), Åhman valdes sedan till den bästa målvakten i slutet av säsongen. Han fick även känna på att sitta på bänken för HV71:s A-lag under sex SHL-matcher. I slutet av säsongen 2017-18 vann han J20 Superelit med HV71 efter att slagit Växjö Lakers med 2–1 i finalen. Åhman fick även vara ombytt i 25 SHL matcher och stod i mål tre av dem under säsongen 2017/18. Åhmans debut i SHL kom den 4 januari 2018 när HV71 spelade borta mot Karlskrona HK. HV71 vann matchen med 6–2 och Åhman blev matchhjälte efter att räddat Mattias Guters straff. Åhman spelade även en match på lån till Hockeyettan-laget HA74 samma säsong.
Inför säsongen 2018/19 skrev Åhman på ett låneavtal med IK Oskarshamn i Hockeyallsvenskan. Säsongen slutade i succé för såväl Åhman som Oskarshamn och laget gick för första gången i klubbens historia upp i SHL efter att slagit ut Timrå IK i den sjunde och avgörande matchen med 3–0 i NHK Arena. Åhman stod totalt 22 grundseriematcher och en slutspelsmatch för Oskarshamn.
Säsongen 2019/20 vände Åhman hem till moderklubben Västerviks IK, då han skrev på ett låneavtal som sträckte sig över säsongen ut. Där fick han, under tränaren Mattias Karlins styre, förtroende i 15 grundseriematcher.
Åhman skrev den 31 mars 2020 på ett ettårskontrakt med Tingsryds AIF i Hockeyallsvenskan.

## Landslagskarriär
Åhman blev uttagen till Sveriges landslagstrupp den 3 april 2018 bara några få timmar efter att han tagit SM-guld med HV71:s J20. Det var landslagets målvaktstränare Stefan Ladhe som ringde upp honom för att berätta att han skulle tillhöra truppen till de VM-förberedande landskamperna mot Slovakien. Åhman gjorde KHL-målvakten Magnus Hellberg sällskap medan Olof Lindbom tvingat lämna återbud på grund av sjukdom. Landskamperna mot Slovakien spelades i Norrköping och Oskarshamn. Detta ledde till att Åhman blev den första Västerviks-produkten sedan Niklas Eriksson att spela i Tre Kronor.

## Privatliv
Åhman är son till den före detta målvakten Niclas Åhman, som spelade för Västerviks IK. Han har två yngre bröder, August- (född 2002) och Alfons Åhman (född 2004).